# Daishiro Yoshimura
Daishiro Yoshimura (São Paulo, Brasil, 16 d'agost de 1947 - 1 de novembre de 2003), fou un exfutbolista japonès.

## Selecció japonesa
Daishiro Yoshimura va disputar 46 partits amb la selecció japonesa.